# جو غالو
جو غالو (بالإنجليزية: Joe Gallo؛ بالإيطالية: Joe Gallo) هو مجرم إيطالي وأمريكي، ولد في 7 أبريل 1929 في بروكلين في الولايات المتحدة، وتوفي في 7 أبريل 1972 في مانهاتن في الولايات المتحدة.

## وصلات خارجية
- جو غالو على موقع الموسوعة البريطانية (الإنجليزية)